# Sowjetischer Fußballpokal 1939
Der Sowjetische Fußballpokal 1939 war die vierte Austragung des sowjetischen Pokalwettbewerbs der Männer.
Pokalsieger wurde Titelverteidiger Spartak Moskau. Das Team setzte sich im Finale gegen Stalinez Leningrad durch.

## 1. Runde
| Datum      |                             | Ergebnis  |                      |
| ---------- | --------------------------- | --------- | -------------------- |
| 29.07.1939 | Krylja Sowetow Moskau       | 0:7       | Dynamo Charkow       |
| 30.07.1939 | Awangard Leningrad          | 0+:- 1    | Torpedo Gorki        |
| 30.07.1939 | Burewestnik Moskau          | 1:2       | Spartak Jerewan      |
| 30.07.1939 | Dynamo Moskau               | 1:4       | Lokomotive Moskau    |
| 30.07.1939 | Dynamo Rostow               | 4:2       | Selmasch Charkow     |
| 30.07.1939 | Dserschinez Woroschilowgrad | 3:1       | Osnowa Iwanowo       |
| 30.07.1939 | Stachanowez Stalino         | 6:2       | Lokomotive Tiflis    |
| 30.07.1939 | Stalinez Moskau             | 3:3 n. V. | Spartak Charkow      |
| 31.07.1939 | Dynamo Kiew                 | 1:0 n. V. | Spartak Minsk        |
| 31.07.1939 | Lokomotive Kiew             | 00:1 2    | Temp Baku            |
| 31.07.1939 | Pischtschewik Moskau        | 2:1       | Dynamo Odessa        |
| 31.07.1939 | Stalinez Leningrad          | 3:2 n. V. | Traktor Stalingrad   |
| 01.08.1939 | Metallurg Moskau            | 2:3       | Stal Dnjepropetrowsk |
| 01.08.1939 | Sudostroitel Nikolajew      | 1:2       | Elektrik Leningrad   |
| 02.08.1939 | Spartak Moskau              | 1:0       | Spartak Leningrad    |
| 03.08.1939 | ZDKA Moskau                 | 4:0       | Zenit Leningrad      |
| 03.08.1939 | Dinamo Tiflis               | 5:2       | Torpedo Moskau       |

### Wiederholungsspiel
| Datum      |                 | Ergebnis |                 |
| ---------- | --------------- | -------- | --------------- |
| 31.07.1939 | Stalinez Moskau | 6:0      | Spartak Charkow |

## 2. Runde
| Datum      |                      | Ergebnis  |                              |
| ---------- | -------------------- | --------- | ---------------------------- |
| 01.08.1939 | Dynamo Leningrad     | 0-:+ 1    | Dinamo Batumi                |
| 06.08.1939 | Dynamo Kasan         | 0:2       | Spartak Moskau               |
| 06.08.1939 | Lokomotive Baku      | 0:7       | Temp Baku                    |
| 06.08.1939 | Lokomotive Moskau    | 1:0       | Stalinez Moskau              |
| 06.08.1939 | Nauka Tiflis         | 0:3       | Stachanowez Stalino          |
| 06.08.1939 | Stal Dnjepropetrowsk | 0:1       | Stalinez Leningrad           |
| 08.08.1939 | Dinamo Leninakan     | 0+:- 1    | Awangard Kramatorsk          |
| 08.08.1939 | Dinamo Taschkent     | 3:0       | Awangard Leningrad           |
| 08.08.1939 | Dinamo Tiflis        | 2:2 n. V. | Pischtschewik Moskau         |
| 09.08.1939 | Dinamo Frunse        | 2:4       | Dinamo Charkow               |
| 09.08.1939 | Spartak Jerewan      | 0+:- 1    | Dserschinets Woroschilowgrad |
| 10.08.1939 | ZDKA Moskau          | 6:1       | Dynamo Rostow                |
| 10.08.1939 | Dinamo Alma-Ata      | 2:1       | Dynamo Kiew                  |
| 10.08.1939 | Dinamo Stalinabad    | 0+:- 1    | Elektrik Leningrad           |
| 13.08.1939 | InFizKult Minsk      | 0+:- 1    | Dynamo Woronesch             |
| 15.08.1939 | Dinamo Aschchabat    | 2:0       | Spartak-II Moskau            |

### Wiederholungsspiel
| Datum      |               | Ergebnis |                      |
| ---------- | ------------- | -------- | -------------------- |
| 09.08.1939 | Dinamo Tiflis | 1:0      | Pischtschewik Moskau |

## Achtelfinale
| Datum      |                     | Ergebnis  |                     |
| ---------- | ------------------- | --------- | ------------------- |
| 13.08.1939 | ZDKA Moskau         | 2:0       | Spartak Jerewan     |
| 14.08.1939 | Dinamo Tiflis       | 5:3       | Dinamo Batumi       |
| 14.08.1939 | Lokomotive Moskau   | 0:1       | Spartak Moskau      |
| 19.08.1939 | Dinamo Aschchabat   | 1:2       | Dinamo Stalinabad   |
| 20.08.1939 | Stalinez Leningrad  | 2:0       | Awangard Kramatorsk |
| 21.08.1939 | Dinamo Charkow      | 1:1 n. V. | Temp Baku           |
| 21.08.1939 | Dynamo Woronesch    | 0:3       | Dinamo Taschkent    |
| 24.08.1939 | Stachanowez Stalino | 3:0       | Dinamo Alma-Ata     |

### Wiederholungsspiel
| Datum      |                | Ergebnis |           |
| ---------- | -------------- | -------- | --------- |
| 22.08.1939 | Dinamo Charkow | 1:2      | Temp Baku |

## Viertelfinale
| Datum      |                    | Ergebnis |                     |
| ---------- | ------------------ | -------- | ------------------- |
| 22.08.1939 | ZDKA Moskau        | 0:1      | Dinamo Tiflis       |
| 28.08.1939 | Stalinez Leningrad | 4:0      | Dinamo Stalinabad   |
| 28.08.1939 | Temp Baku          | 1:2      | Dinamo Taschkent    |
| 30.08.1939 | Spartak Moskau     | 3:1      | Stachanowez Stalino |

## Halbfinale
| Datum      |                    | Ergebnis |                  |
| ---------- | ------------------ | -------- | ---------------- |
| 08.09.1939 | Stalinez Leningrad | 3:0      | Dynamo Taschkent |
| 30.09.1939 | Spartak Moskau     | 03:2 1   | Dinamo Tiflis    |

## Finale
| Paarung            | Spartak Moskau – Stalinez Leningrad |
| Ergebnis           | 3:1 (2:1) |
| Datum              | 12. September 1939 |
| Stadion            | Dynamo-Stadion, Moskau |
| Zuschauer          | 70.000 |
| Schiedsrichter     | Aleksandr Tawelskij |
| Tore               | 1:0 Michail Baryschew (5., Eigentor) 1:1 Georgi Lasin (15.) 2:1 Wiktor Semjonow (29.) 3:1 Alexei Sokolow (50.) |
| Spartak Moskau     | Wladislaw Schmelkow – Wiktor Sokolow, Wassili Sokolow – Konstantin Malinin, Andrei Starostin , Grigori Tutschow – Andrei Protassow, Wladimir Stepanow, Wiktor Semjonow, Alexei Sokolow, Pawel Kornilow Cheftrainer: Pjotr Popow                     |
| Stalinez Leningrad | Boris Grischenko – Samuil Kosinez, Michail Baryschew – Boris Iwin , Alexei Lebedew, Alexander Sjablikow – Georgi Lasin, Alexei Larionow, Wiktor Smagin, Walentin Schelagin, Nikolai Solowjow (73. Jewgenij Odinzow) Cheftrainer: Konstantin Jegorow |